# Mieczysław Grużewski
Mieczysław Grużewski herbu Lubicz (ur. 30 stycznia 1889 we Lwowie, zm. 6 stycznia 1953) – major dyplomowany kawalerii Wojska Polskiego, doktor praw.

## Życiorys
Urodził się 30 stycznia 1889 we Lwowie, w rodzinie Eugeniusza (ur. 1845), urzędnika Galicyjskiej Kasy Oszczędności we Lwowie i Marii Jadwigi z Gostyńskich. Był młodszym bratem Bolesława (ur. 1883), doktora praw, historyka prawa, podporucznika piechoty rezerwy cesarskiej i królewskiej Armii i Wojska Polskiego i Władysława (ur. 1885). W 1907 ukończył naukę w c. k. IV Gimnazjum we Lwowie i zdał egzamin maturalny z odznaczeniem. Był członkiem zwyczajnym Polskiego Towarzystwa Gimnastycznego „Sokół-Macierz” we Lwowie i druhem jego oddziału konnego.
W czasie I wojny światowej walczył w szeregach cesarskiej i królewskiej Armii. Jego oddziałem macierzystym był Pułk Ułanów Nr 1. Na stopień porucznika rezerwy został mianowany ze starszeństwem z 23 marca 1915, a na stopień nadporucznika rezerwy ze starszeństwem z 1 lutego 1917 w korpusie oficerów kawalerii.
Z dniem 1 listopada 1918 został przyjęty do Wojska Polskiego z byłej armii austro-węgierskiej, z zatwierdzeniem posiadanego stopnia porucznika, i przydzielony do 8 Pułku Ułanów Księcia Józefa Poniatowskiego w Krakowie. W latach 1920–1921 pełnił służbę w Oddziale V Personalnym Sztabu Ministerstwa Spraw Wojskowych w Warszawie, a jego oddziałem macierzystym był 8 puł. 15 lipca 1920 został zatwierdzony z dniem 1 kwietnia 1920 w stopniu majora, w kawalerii, w grupie oficerów byłej armii austro-węgierskiej. 3 maja 1922 został zweryfikowany w stopniu majora ze starszeństwem z dniem 1 czerwca 1919 i 107. lokatą w korpusie oficerów jazdy (od 1924 – kawalerii). W 1923 pełnił służbę w Generalnym Inspektoracie Jazdy w Warszawie na stanowisku oficera sztabu, pozostając oficerem nadetatowym 8 puł. 2 listopada 1923 został przydzielony do 8 puł. z jednoczesnym odkomenderowaniem do Wyższej Szkoły Wojennej w Warszawie, w charakterze słuchacza III Kurs Doszkolenia. 15 października 1924, po ukończeniu kursu i otrzymaniu dyplomu naukowego oficera Sztabu Generalnego, został przeniesiony do Doświadczalnego Centrum Wyszkolenia w Rembertowie na stanowisko wykładowcy. Od 15 września 1927 dowodził szwadronem w 8 puł. w Krakowie. 5 listopada 1928 otrzymał przeniesienie macierzyście do kadry oficerów kawalerii z równoczesnym przeniesieniem służbowym do Wyższej Szkoły Wojennej w Warszawie. 6 lipca 1929 został przeniesiony do 22 Pułku Ułanów Podkarpackich w Brodach na stanowisko zastępcy dowódcy pułku. 28 stycznia 1931 został zwolniony ze stanowiska zastępcy dowódcy pułku z zachowaniem dodatku służbowego z jednoczesnym oddaniem do dyspozycji szefa Sztabu Głównego. Został delegatem Sztabu Głównego przy Dyrekcji Robót Publicznych w Wilnie. 23 października 1931 został przeniesiony do dyspozycji szefa Departamentu Kawalerii Ministerstwa Spraw Wojskowych, a następnie dowódcy Okręgu Korpusu Nr I. Z dniem 31 marca 1932 został przeniesiony w stan spoczynku z powodu uznania przez komisję superrewizyjną za trwale niezdolnego do pełnienia zawodowej służby wojskowej. 
W 1934 jako oficer stanu spoczynku pozostawał w ewidencji Powiatowej Komendy Uzupełnień Wilno Miasto. Posiadał przydział do Oficerskiej Kadry Okręgowej Nr III. Był wówczas „przewidziany do użycia w czasie wojny”. 24 kwietnia 1938 został sekretarzem Wileńsko-Nowogródzkiego Wojewódzkiego Zarządu Polskiej Macierzy Szkolnej. Prezesem Zarządu został Stanisław Świątecki, a wiceprezesami Zofia Iwaszkiewiczowa i Zenon Mikulski, a jednym z członków podpułkownik Tadeusz Podwysocki. Zmarł 6 stycznia 1953. Został pochowany na Cmentarzu Komunalnym Starym w Tarnowie. W tym samym grobie została pochowana Maria Grużewska (1885–1972).

## Ordery i odznaczenia
- Medal Niepodległości (4 listopada 1933)[35]
- Krzyż Oficerski Orderu Gwiazdy Rumunii[36]

W czasie służby w c. i k. Armii otrzymał:
- Brązowy Medal Zasługi Wojskowej na wstążce Krzyża Zasługi Wojskowej – maj 1917,
- Srebrny Medal Waleczności 2 klasy – maj 1917,
- Krzyż Wojskowy Karola[1][6].